# Chrysometa cornuta
Chrysometa cornuta este o specie de păianjeni din genul Chrysometa, familia Tetragnathidae. A fost descrisă pentru prima dată de Bryant, 1945. Conform Catalogue of Life specia Chrysometa cornuta nu are subspecii cunoscute.